# Flugplatz Wächtersberg

i7
i11
i13

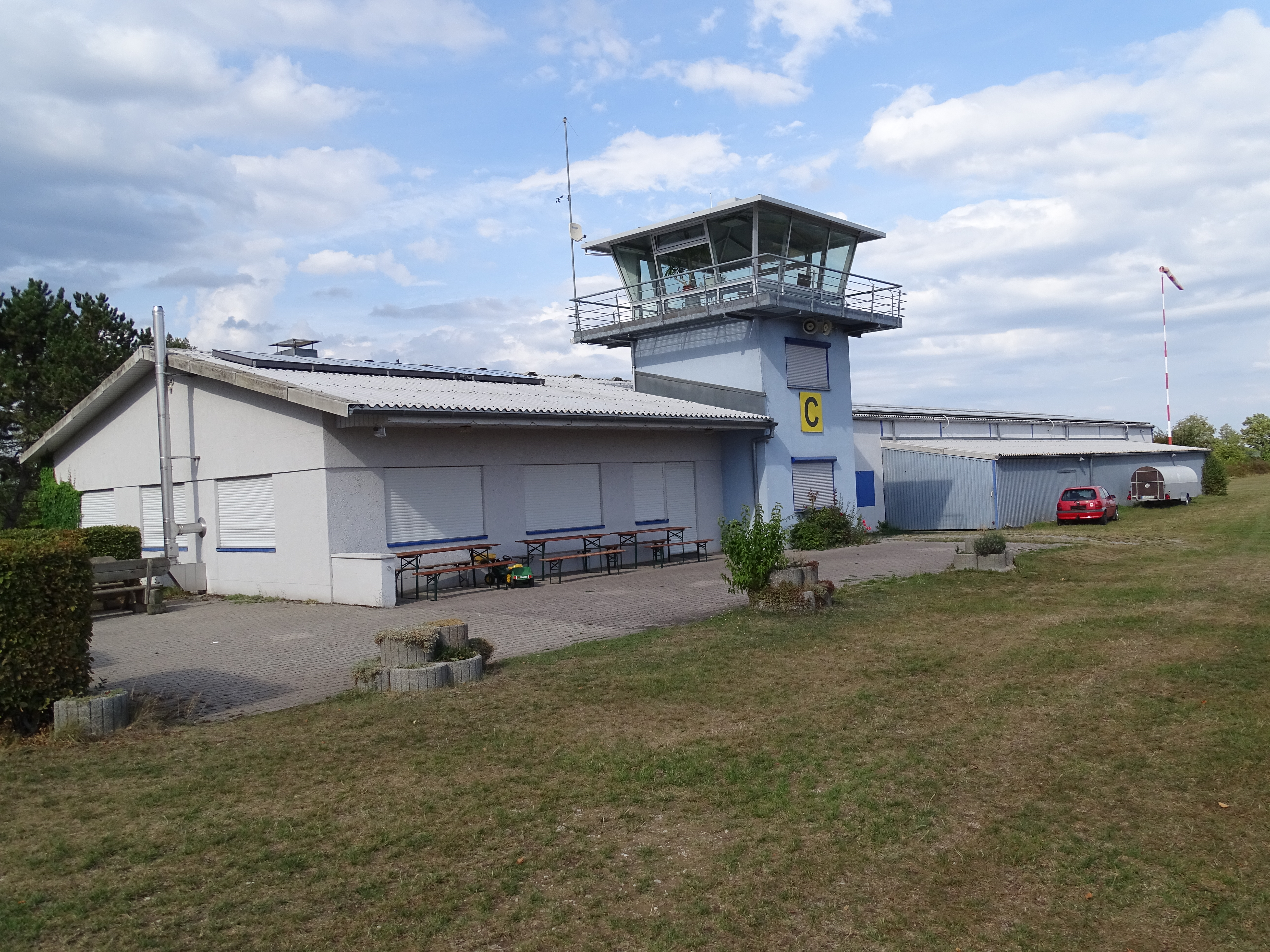
Turm und Hangars

Der Flugplatz Wächtersberg (ICAO-Code: EDSV) ist ein Sonderlandeplatz im Nagoldtal. Er liegt auf einer Höhe von 1962 ft (598 m). Betreiber ist die Flugsportvereinigung Wächtersberg. Zugelassen ist er für Segelflugzeuge, Motorsegler, Ultraleichtflugzeuge und Motorflugzeuge mit einem Höchstabfluggewicht von bis zu zwei Tonnen. Des Weiteren gibt es eine Segelfluglandebahn.

## Geschichte
Bereits vor dem Zweiten Weltkrieg wurde in Wildberg Segelflug betrieben. Nachdem das Flugverbot in Deutschland nach dem Zweiten Weltkrieg wieder aufgehoben worden war, kam auch in Wildberg der Segelflugbetrieb wieder in Gang. Aber erst nachdem im Jahr 1971 die 1954 gebaute Flugzeughalle nach einer Brandstiftung vollkommen niederbrannte, wurde der Flugbetrieb auf das Gelände des heutigen Flugplatzes verlegt. In den Jahren 2000 und 2001 wurden eine Tankstelle, Parkplätze, ein neuer Hallenvorplatz und 2002 ein neuer Turm gebaut. 2014 wurde das Segelfluggelände als Sonderlandeplatz zugelassen.

## Zwischenfälle
Am 26. August 2007 startete ein Segelflugzeug vom Typ Focke-Wulf Kranich III im Windenstart zu einem lokalen Rundflug. Der Flug verlief zunächst normal. Als das Flugzeug auf einer Höhe von etwa 120 Metern zum Endanflug einkurvte, richtete es sich jedoch nicht wieder auf, sondern kreiste weiter. Dabei kippte es in geringer Höhe ab, geriet ins Trudeln und schlug fast senkrecht auf dem Boden auf. Das Segelflugzeug wurde zerstört und die Pilotin getötet. Die zweite Person an Bord konnte schwerverletzt geborgen werden, erlag jedoch kurz darauf im Krankenhaus ihren Verletzungen.